# Valkenheining
Valkenheining, ook wel geschreven als Valk en Heining, is een buitenplaats in Baambrugge, provincie Utrecht. Het ligt aan dezelfde straat als Kasteel Loenersloot. Langs de straat loopt de Angstel.

## Het huis
Op 2 juni 1677 werden Cornelis Valkenier en zijn vrouw Catharina van Heyningen, die op de Kloveniersburgwal in Amsterdam woonden maar ook een buitenplaats wilden hebben, eigenaar van een hofstede aan de Angstel. Hij was admiraal en werd later burgemeester van Amsterdam (1696 en 1699). In 1685 betrokken zij hun buitenplaats.

## De bewoners
Vanaf 1677 behoorde de hofstede aan Cornelis Valkenier; hij bouwde het huidige huis hetgeen later naar zijn zoon Jacob (1673-1740) ging. Deze woonde er tot zijn overlijden. Hij liet tussen 1700 en 1730 de theekoepel bouwen, mogelijk door Daniël Marot. Deze staat nu aan de weg, maar vroeger liep de tuin door tot aan de Angstel.
Eind 18de eeuw werd het huis bewoond door koopman, bankier en patriot Hendrik Hooft (1716-1794) en o.a. zijn dochter Hester Hooft (1748-1795). Toen de patriotten vervangen werden door de prinsgezinden, en hij zelf in november 1787 ook werd afgezet, trok Hendrik Hooft zich terug op Valkenheining. Na het overlijden van Hester werd de buitenplaats, inclusief koetshuis, stalling en tuinmanswoning, geveild.
In 1837 werd het huis bewoond door de weduwe van T. Jas. Zij verkocht Valkenheining aan haar buurman Kersjes, die op buitenplaats Den Haring woonde.
Van 1844 tot 1850 werd het huis bewoond door Johan Coenraad Rahder, wijnkoper bij de fa. Jan Rahder te Amsterdam, en zijn vrouw Willemina Petronella Cornelia van Voorthuijsen. De eerste vijf van hun achttien kinderen zijn daar geboren.
In 1850 vertrok de familie naar Drenthe waar J.C. Rahder zich vestigde als vervener van de Westborker Broekvenen. In die hoedanigheid heeft hij veel betekend voor de maatschappelijke ontwikkelingen aldaar.

## Restauraties
Het huis heeft een centrale hal met marmeren vloer. De kamers rondom hebben gestucte plafonds in Lodewijk XV-stijl en originele grenen vloerdelen.
Het huis werd in de jaren 1970 gerestaureerd en toen zijn ook de lantaarns bij de voordeur aangebracht. De oude keuken in het souterrain werd hersteld en heeft nog de oude plavuizen.
In de jaren 1960 was de theekoepel in dusdanig slechte staat dat hij werd afgebroken om opgeslagen te worden. Rond 1977 is hij herbouwd.

## Ontvangsten
Valkenheining is tegenwoordig een locatie voor ontvangsten, enkele cateraars mogen deze ontvangsten verzorgen. Sinds een aantal jaren kan er ook weer getrouwd worden op Valkenheining.